# Morgan Rogers
Morgan Elliot Rogers (* 26. Juli 2002 in Halesowen, England) ist ein englischer Fußballspieler. Der offensive Mittelfeldspieler steht seit 2024 beim englischen Verein Aston Villa unter Vertrag und ist englischer Nationalspieler. 

## Karriere

### Verein
Am 1. Februar 2024 unterschrieb Rogers beim Premier-League-Klub Aston Villa für eine nicht genannte Ablösesumme, die angeblich 8 Millionen Pfund Sterling betrug und mit leistungsbezogenen Zuschlägen auf 15 Millionen Pfund anstieg. Manchester City hatte aufgrund einer Weiterverkaufsklausel im ursprünglichen Transfer nach Middlesbrough Anspruch auf 25 % der Ablöse. Am 3. Februar gab Rogers sein Premier-League-Debüt als später Einwechselspieler beim Aston Villas 5:0-Auswärtssieg gegen Sheffield United.
Am 6. April 2024 erzielte Rogers sein erstes Tor für Aston Villa bei einem 3:3-Unentschieden gegen Brentford.

### Nationalmannschaft
Rogers vertrat die englische U16-Mannschaft beim Turnier von Montaigu 2018. Im September 2018 erzielte Rogers einen Hattrick für die englische U17-Mannschaft im Spiel gegen Belgien U17. Im folgenden Monat erzielte er ein Tor gegen die Vereinigten Staaten U17 und schoss auch das letzte Tor beim 3:1-Sieg gegen Brasilien. Im März 2019 erzielte Rogers zwei Tore bei einem Elite-Qualifikationsspiel gegen die Schweiz. Im April 2019 wurde Rogers in den englischen Kader für die U17-Europameisterschaft 2019 aufgenommen.
Rogers gab sein Debüt in der englischen U18-Mannschaft als Einwechselspieler in der 64. Minute beim 3:2-Sieg gegen Australien am 6. September 2019. Er vertrat die U18-Mannschaft Englands in acht Spielen und erzielte ein Tor.
Am 6. September 2021 gab Rogers sein Debüt für die englische U20-Mannschaft beim 6:1-Sieg über die rumänische U20-Mannschaft im St. George’s Park. Er vertrat die U20-Mannschaft Englands in vier Spielen und erzielte ein Tor.
Am 22. März 2024 gab Rogers sein Debüt für die englische U21-Mannschaft beim 5:1-Sieg über Aserbaidschan in Baku während der Qualifikation zur U21-Europameisterschaft 2025. Er vertrat die U21-Mannschaft Englands in sieben Spielen und erzielte vier Tore.
Am 11. November 2024 wurde Rogers zum ersten Mal in die englische A-Nationalmannschaft für die Spiele der UEFA Nations League gegen Griechenland und die Republik Irland berufen. Er gab sein Debüt für die A-Nationalmannschaft am 14. November als Einwechselspieler in der zweiten Halbzeit bei einem 3:0-Auswärtssieg gegen Griechenland.

## Titel und Auszeichnungen

### Verein
Manchester City U18
- FA Youth Cup: 2019/20

### Auszeichnungen
- Bester jüngster EFL-League-One-Spieler des Monats: März 2021
- Torschützenkönig der EFL Cup: 2023/24